# Brug 720
Brug 720 is een kunstwerk in Amsterdam Nieuw-West. 
De brug in gelegen in het Christoffel Plantijnpad en voert over een duiker in een gracht die parallel loopt aan de Cornelis Lelylaan. Het bouwwerk is ontworpen door de Dienst der Publieke Werken waar toen esthetisch architect Dirk Sterenberg werkzaam was. Hij was hier werkzaam met collega Dick Slebos; Slebos ontwierp bruggen in het pad, Sterenberg in de Lelylaan; de duiker is van Sterenberg. Het uiterlijk van de duikerbrug laat wat dat betreft geen duidelijkheid zien. Het bouwwerk ligt vrij onopvallend in het landschap, dat in tegenstelling tot brug 719 die nauwelijks tien meter zuidelijker ligt. De balustrades van de brug liggen als twee rechte haakjes om het voet- en fietspad.
De Cornelis Lelylaan met al haar bouwwerken eromheen werd op 14 juli 1962 geopend door mevrouw Dirkje van ’t Hull, vrouw van wethouder Goos van ’t Hull.
<<< · 700 · 701 · 702 · 703 · 704 · 705 · 706 · 707 · 708 · 709 · 710 · 711 · 712 · 713 · 714 · 715 · 716 · 717 · 718 · 719 · 720 · 721 · 722 · 725 · 726 · 729 · 730-738 · 739 · 740 · 741 · 742 · 743 · 744 · 745 · 746 · 747 · 748 · 749 · 751 · 752 · 753 · 754 · 755 · 756 · 757 · 758 · 759 · 760 · 761 · 762 · 763 · 764 · 765 · 766 · 767 · 768 · 769 · 770 · 771 · 772 · 773 · 775 · 776 · 777 · 778 · 779 · 780 · 781 · 782 · 783 · 784 · 786 · 787 · 788 · 789 · 790 · 791 · 792 · 793 · 794 · 795 · 797 · >>>
Brugnummers  723, 724, 727, 728, 750, 774, 785, 796 (niet gerealiseerde brug over de Slotervaart), 798 en 799 zijn niet vergeven.